# Новогречановка
Новогречановка (каз. Новогречановка) — село в Тайыншинском районе Северо-Казахстанской области Казахстана. Входит в состав Зелёногайского сельского округа. Находится примерно в 40 км к востоку от города Тайынша, административного центра района, к западу от озера Калибек, на высоте 128 метров над уровнем моря. Код КАТО — 596053300.

## Население
В 1999 году численность населения села составляла 792 человека (378 мужчин и 414 женщин). По данным переписи 2009 года, в селе проживало 598 человек (293 мужчины и 305 женщин).

## История
Село основано в 1936 году для спецпоселенцев из лиц немецкой и польской национальностей, высланных с Волыни и Подолья. Поселение получило название от села Гречаны, которое теперь входит в состав города Хмельницкого. Именно его жители составляли основную часть тогдашнего населения (преимущественно поляки).